# Phiala cunina
Phiala cunina är en fjärilsart som beskrevs av Pieter Cramer 1780. Phiala cunina ingår i släktet Phiala och familjen Eupterotidae. Inga underarter finns listade i Catalogue of Life.